# Festivalul național de muzică ușoară de la Mamaia
Festivalul național de muzică ușoară de la Mamaia este unul din cele mai vechi festivaluri de acest gen din România. Se desfășoară anual la Constanța, la Teatrul de Vară.

## Istoric
În luna februarie a anului 1963, în cadrul unei dezbateri organizate la Consiliul muzicii din Comitetul de Stat pentru Cultură și Artă, s-a hotărât organizarea unui concurs și un festival de muzică ușoară în scopul de a promova muzica ușoară românească. Acesta a fost primul an al festivalului.
Inițial, festivalul a fost strict unul de creație. La cele mai multe ediții, piesele din concurs au fost prezentate în două variante de interpretare. În 1976, festivalul a fost întrerupt și s-a reluat abia în 1983, cu două secțiuni, Creație și Interpretare. Din 1991 s-a introdus și secțiunea Șlagăre. Din 2006, Festivalul a revenit la două secțiuni, iar din 2011 a fost introdusă și secțiunea rock Teo Peter.
Multe dintre vocile importante ale muzicii pop românești și-au legat cariera de festival: Margareta Pâslaru, Dan Spătaru, Angela Similea, Dida Drăgan , Corina Chiriac, Aura Urziceanu, Marina Voica, Loredana Groza, Oana Sârbu, Marius Dragomir, Aureliano Andreescu, Anca Țurcașiu, Ileana Sipoteanu. În 1969 Gică Petrescu a câștigat premiul record.
În anul 2010 a fost celebrată cea de a 40-a ediție a festivalului, iar în 2012 a avut loc ultima ediție.
După 11 ani de absență, festivalul revine în 2023, la fix 60 de ani de la prima ediție, urmând să aibă loc în perioada 25-27 august, în Piațeta Perla din Mamaia.

## Câștigători
- 1983 - Corina Chiriac câștigă marele premiu cu piesa „Nimic nu poate invinge iubirea” de Marius Teicu[6]
- 1986 - Loredana Groza, la 16 ani, câștigă marele premiu cu piesa „Mă întreb ce să fac?” în secțiunea „Interpretare”[7]